# Kemény Zsigmond-díj (Kolozsvár)
A Kemény Zsigmond-díj a kolozsvári Helikon folyóirat által 2016-ban alapított irodalmi díj. A díjat évente ítéli oda a folyóirat szerkesztősége olyan szerzőnek, aki „írásai és munkássága révén a Helikon tágabban értelmezett alkotói közösségének kiemelkedő személyisége”.

## Díjazottak
- 2016: Antal Balázs[2]
- 2017: Szántai János[3]
- 2018: Láng Orsolya[4]
- 2019: Márton Evelin[5]
- 2020: Vida Gábor[6]
- 2021: Lövétei Lázár László[7]
- 2022: Száraz Miklós György[8]
- 2023: Wirth Imre[9]